# François Régis Benjamin Devinck-Thiery
François Régis Benjamin Devinck-Thiery fue un político francés nacido en 1762 en Dunkerque (Nord) y fallecido el 20 de de marzo de 1803 en París.

## Biografía
Juez de paz en Dunkerque, fue elegido diputado del Departamento del Escalda al Consejo de los Quinientos el 25 de Vendémiaire Año IV. Apoyado por el golpe de Estado del 18 de Brumario, se sentó en el Cuerpo legislativo (Cuerpo legislativo (Consulado y Primer Imperio)) hasta su muerte.